# 디모인
디모인(Des Moines)은 미국 아이오와주 중부에 있는 아이오와주의 주도이며, 포크군의 군청 소재지이다. 워런군까지 확장되는 작은 군으로, 1851년 9월 22일에 포트 디모인라는 이름으로 통합되었고, 1857년에 디모인으로 줄였다. 도시의 이름은 디모인 강의 이름을 딴 것이다. 많은 역사가들은 강의 이름은 이 지역에 인디언들이 흙무더기를 쌓고 강을 모앙고나(흙무더기의 강)이라고 불렀던 것으로부터 나온 것이라고 믿고 있다. 어떤 역사가들은 수도사들이 강 어귀 근처에 살고 있었던 후에 무아느(프랑스어로 수도사의 뜻)란 뜻에서 이름이 나온 것으로 믿는 편이다.
황금 천장의 주 의사당이 동쪽으로부터 도시의 다운타운을 바라보고 있고, 다운타운에는 801 그랜드라고 불리는 아이오와주에서 가장 큰 건물의 대지이다. 그 건물은 192 미터이다.
도시의 주요 건물로는 디모인 미술관, 관청, 집회소, 아이오와 과학 센터, 주립 역사 박물관, 주지사의 저택 테라스 힐과 농업의 역사를 설명하는 운영 농장인 생활 역사 농장 등이 있다. 매년 8월마다 열리는 아이오와주 품평회가 많은 손님들을 맞아들이고 있다.
디모인의 교육 기관으로는 드레이크 대학교, 디모인 대학교, 그랜드 뷰 칼리지 등이 있다.

## 경제
디모인은 아이오와주의 주요 상업의 중심지이면서, 세계에서 가장 큰 보험업의 중심지들 중의 하나이다. 50개가 넘는 보험회사들이 디모인에 본부를 가지고 있다. 주정부와 의료산업은 도시의 다른 큰 고용주들이다. 도시 지역에는 약 400개의 공장들이 있다. 식품 가공업이 제일 큰 산업이며, 금속, 농기구, 플라스틱과 고무 제품 등을 생산한다. 많은 수출입 회사들이 운영되기도 한다.

## 역사
백인 정착자들이 도착하기 전에는 소크와 폭스 인디언들이 이 지역에 살고 있었다. 1843년 미국 육군이 현재 도시가 뻗어있는 곳에 주둔지를 설립하였다. 군대는 인디언들로부터 사들인 땅에 포트 디모인을 지었다. 1845년에 인디언들이 그들의 지방 권리를 포기하였다. 1853년 요새를 둘러싼 정착은 포트 디모인을 읍으로 합병하였다. 1857년에는 현재와 같은 디모인으로 이름을 바꾸었다. 같은 해, 아이오와주 정부는 주 안에서 중앙에 자리잡은 지역을 주도로 삼는 데, 디모인을 선택하였다. 그 후에 디모인은 번창하였고, 인구가 1860년 3,965명에서 1890년 50,093명으로 늘었다.
디모인은 후에 군사 훈련의 중심지로 발달하였다. 1898년 미국-스페인 전쟁 중에 도시에는 국립 위병 기지가 있었다. 1902년 디모인 요새라고 불리는 기병지가 설립되었다. 그 지역은 제1차 세계대전, 제2차 세계대전 중에 훈련 기지로 쓰이기도 하였다. 1942년에는 여성 육군 부대가 설립되었고, 디모인 요새가 2차 대전이 끝날 즈음에 그 훈련지였다.
디모인의 인구는 1960년대에 많은 주민들이 외곽으로 빠져나가 감소하였다. 다운타운 지역의 비즈니스들이 고통을 겪었다. 1980년대 초반에 디모인은 도시의 중앙 비즈니스 구역을 재수리하였다. 주요 건설 프로젝트는 새로운 사무실 초고층 빌딩, 쇼핑 몰, 주택 단지, 유흥과 집회의 장소 등을 포함하였다. 수많은 주요 건물을 연결하는 데, 유리로 둘러싸인 높은 통로인 스카이워크가 지어지기도 하였다.

## 인구
| 인구조사                            | 인구    | Note  | %±     |
| ----------------------------------- | ------- | ----- | ------ |
| 1850년                              | 502     |       | —      |
| 1860년                              | 3,965   |       | 689.8% |
| 1870년                              | 12,035  |       | 203.5% |
| 1880년                              | 22,408  |       | 86.2%  |
| 1890년                              | 50,093  |       | 123.5% |
| 1900년                              | 62,139  |       | 24.0%  |
| 1910년                              | 86,368  |       | 39.0%  |
| 1920년                              | 126,468 |       | 46.4%  |
| 1930년                              | 142,559 |       | 12.7%  |
| 1940년                              | 159,819 |       | 12.1%  |
| 1950년                              | 177,965 |       | 11.4%  |
| 1960년                              | 208,982 |       | 17.4%  |
| 1970년                              | 201,404 |       | −3.6%  |
| 1980년                              | 191,003 |       | −5.2%  |
| 1990년                              | 193,187 |       | 1.1%   |
| 2000년                              | 198,682 |       | 2.8%   |
| 2010년                              | 203,433 |       | 2.4%   |
| 2019 (추산)                         | 214,237 | [ 3 ] | 5.3%   |
| U.S. Decennial Census 2018 Estimate |         |       |        |

## 지리
디모인은 북위 41도 35 분 27초 서경 93도 37분 15초에 위치하고 있다. 도시는 아이오와주의 중심부에 위치한 시카고에서 서쪽으로 약 540km, 미니애폴리스 - 세인트폴에서 남쪽으로 약 390km, 캔자스 시티에서 북쪽으로 약 310km, 오마하에서 동쪽으로 약 220km에 위치하고 있다. 도시의 고도는 291m이다.
미국 인구조사국에 따르면, 디모인 시는 2000년 기준으로 총면적 200.1km2였다. 그 중 196.3km2이 육지이고, 3.8km2가 수역이었다. 수역은 총 면적의 1.88%를 차지하고 있었다. 2005년 11월, 디모인 시는 북동부, 남동부와 남부에 소한 미정 지역을 합병하는 법안을 통과시켰다. 합병은 2009년 6월 26일에 이뤄졌고, 그 결과 시역 면적은 약 20.9km2 넓어졌으며, 인구는 868명이 증가했다.
디모인은 시역 대부분이 속한 포크 카운티를 중심으로 워렌 카운티, 오클라호마 카운티, 댈러스 카운티, 그리고 소설 · 영화 ‘매디슨 카운티의 다리’로 알려진 매디슨 카운티의 5군으로 구성된 도시권을 형성하고 있다. 디모인 광역 도시권은 디모인 도시권 스토리 카운티, 재스퍼 카운티 및 분 카운티를 추가한 8군으로 구성되어 있다.

### 기후
디모인의 기후는 무더운 여름과 건조하고 추위가 심한 겨울이 온다는 특징이 있으며, 기온의 연교차가 큰 내륙형 기후이다. 여름날에는 종종 섭씨 30도 이상, 섭씨 35도에 달할 수 있다. 봄과 여름에는 습도가 높고, 오후가 되면 뇌우가 발생하기 쉽다. 가을은 비교적 쾌적한 계절이며, 단풍도 볼 수 있다. 겨울에는 영하까지 내려가는 날이 계속되고, 영하 15도를 밑돌기도 한다. 연간 강수량은 910mm 정도이지만, 봄 · 여름의 월평균 강수량은 겨울의 약 4-5배이다. 강설은 11월부터 4월까지 볼 수 있으며, 특히 12월에서 3월 사이에 강설량은 월간 13-22cm로, 연간 90cm에 달한다. 쾨펜의 기후 구분에 따르면 디모인은 냉대 습윤 기후(Dfa)에 속한다.
| 디모인 (디모인 국제공항)의 기후                                                                | 디모인 (디모인 국제공항)의 기후 | 디모인 (디모인 국제공항)의 기후 | 디모인 (디모인 국제공항)의 기후 | 디모인 (디모인 국제공항)의 기후 | 디모인 (디모인 국제공항)의 기후 | 디모인 (디모인 국제공항)의 기후 | 디모인 (디모인 국제공항)의 기후 | 디모인 (디모인 국제공항)의 기후 | 디모인 (디모인 국제공항)의 기후 | 디모인 (디모인 국제공항)의 기후 | 디모인 (디모인 국제공항)의 기후 | 디모인 (디모인 국제공항)의 기후 | 디모인 (디모인 국제공항)의 기후 |
| 월                                                                                             | 1월                             | 2월                             | 3월                             | 4월                             | 5월                             | 6월                             | 7월                             | 8월                             | 9월                             | 10월                            | 11월                            | 12월                            | 연간                            |
| ---------------------------------------------------------------------------------------------- | ------------------------------- | ------------------------------- | ------------------------------- | ------------------------------- | ------------------------------- | ------------------------------- | ------------------------------- | ------------------------------- | ------------------------------- | ------------------------------- | ------------------------------- | ------------------------------- | ------------------------------- |
| 역대 최고 기온 °C (°F)                                                                         | 19 (67)                         | 26 (78)                         | 33 (91)                         | 34 (93)                         | 41 (105)                        | 39 (103)                        | 43 (110)                        | 43 (110)                        | 38 (101)                        | 35 (95)                         | 28 (82)                         | 23 (74)                         | 43 (110)                        |
| 일평균 최고 기온 °C (°F)                                                                       | −0.6 (30.9)                     | 2.1 (35.7)                      | 9.6 (49.2)                      | 16.7 (62.0)                     | 22.4 (72.4)                     | 27.7 (81.9)                     | 29.8 (85.6)                     | 28.7 (83.6)                     | 24.9 (76.9)                     | 17.4 (63.4)                     | 9.1 (48.3)                      | 2.2 (35.9)                      | 15.8 (60.5)                     |
| 일일 평균 기온 °C (°F)                                                                         | −5.4 (22.3)                     | −2.8 (26.9)                     | 4.1 (39.4)                      | 10.7 (51.3)                     | 16.9 (62.4)                     | 22.3 (72.2)                     | 24.4 (76.0)                     | 23.3 (73.9)                     | 19.0 (66.2)                     | 11.8 (53.2)                     | 4.1 (39.3)                      | −2.4 (27.7)                     | 10.5 (50.9)                     |
| 일평균 최저 기온 °C (°F)                                                                       | −10.1 (13.8)                    | −7.8 (18.0)                     | −1.3 (29.6)                     | 4.8 (40.6)                      | 11.3 (52.3)                     | 16.9 (62.4)                     | 19.1 (66.4)                     | 17.9 (64.2)                     | 13.0 (55.4)                     | 6.1 (42.9)                      | −1.0 (30.2)                     | −6.9 (19.5)                     | 5.2 (41.3)                      |
| 역대 최저 기온 °C (°F)                                                                         | −34 (−30)                       | −32 (−26)                       | −30 (−22)                       | −13 (9)                         | −3 (26)                         | 3 (37)                          | 8 (47)                          | 4 (40)                          | −3 (26)                         | −14 (7)                         | −23 (−10)                       | −30 (−22)                       | −34 (−30)                       |
| 평균 강수량 mm (인치)                                                                          | 27 (1.08)                       | 34 (1.34)                       | 55 (2.17)                       | 102 (4.02)                      | 133 (5.24)                      | 134 (5.26)                      | 97 (3.82)                       | 106 (4.17)                      | 81 (3.18)                       | 71 (2.78)                       | 49 (1.91)                       | 40 (1.58)                       | 928 (36.55)                     |
| 평균 강설량 cm (인치)                                                                          | 24 (9.4)                        | 26 (10.2)                       | 11 (4.4)                        | 3.0 (1.2)                       | 0.51 (0.2)                      | 0.0 (0.0)                       | 0.0 (0.0)                       | 0.0 (0.0)                       | 0.0 (0.0)                       | 1.3 (0.5)                       | 6.9 (2.7)                       | 20 (7.9)                        | 93 (36.5)                       |
| 평균 강수일수 (≥ 0.01 인치)                                                                    | 8.2                             | 8.4                             | 9.5                             | 11.5                            | 12.7                            | 11.7                            | 9.5                             | 9.4                             | 8.2                             | 8.6                             | 7.7                             | 7.8                             | 113.2                           |
| 평균 강설일수 (≥ 0.1 인치)                                                                     | 6.9                             | 6.3                             | 3.1                             | 1.0                             | 0.1                             | 0.0                             | 0.0                             | 0.0                             | 0.0                             | 0.5                             | 1.8                             | 5.6                             | 25.3                            |
| 평균 상대 습도 (%)                                                                             | 71.0                            | 71.3                            | 67.9                            | 63.2                            | 63.0                            | 64.8                            | 67.7                            | 70.0                            | 70.9                            | 66.5                            | 71.0                            | 74.6                            | 68.5                            |
| 평균 월간 일조시간                                                                             | 157.7                           | 163.3                           | 206.0                           | 222.2                           | 276.0                           | 312.1                           | 337.8                           | 297.9                           | 239.8                           | 210.0                           | 138.5                           | 129.2                           | 2,690.4                         |
| 가능 일조율                                                                                    | 53                              | 55                              | 56                              | 56                              | 61                              | 69                              | 73                              | 70                              | 64                              | 61                              | 47                              | 45                              | 60                              |
| 출처: 미국 해양대기청 (평년값: 1991년~2020년, 극값: 1878년~현재, 상대습도/일조: 1961년~1990년) |                                 |                                 |                                 |                                 |                                 |                                 |                                 |                                 |                                 |                                 |                                 |                                 |                                 |

## 자매 도시
- 일본 고후시 (1958년)
- 멕시코 나우칼판 (1972년)
- 프랑스 생테티엔 (1985년)
- 중국 스자좡 시 (1985년)
- 러시아 스타브로폴 (1992년)
- 이탈리아 카탄자로 주 (2006년)